# 다빈치 리졸브
다빈치 리졸브(DaVinci Resolve)는 비선형 영상 편집, 색 보정, 컬러 그레이딩, 시각 효과 및 오디오 후반 작업을 위한 사유 응용 프로그램이다. 블랙매직 디자인이 macOS, 마이크로소프트 윈도우, 리눅스용으로 개발했다. 이 소프트웨어는 원래 미국 회사인 다빈치 시스템즈에 의해 개발되었으며 다빈치 리졸브로 출시되었다. 2009년, 다빈치 시스템즈는 블랙매직 디자인에 인수되었고, 이후 블랙매직 디자인은 이 소프트웨어의 개발을 계속하고 있다.
다빈치 리졸브는 무료 버전과 다빈치 리졸브 스튜디오로 알려진 유료 버전의 두 가지 에디션으로 제공된다. 스튜디오 에디션은 4K를 초과하는 해상도(최대 32K)와 초당 120프레임의 프레임 레이트를 지원하며, 10비트 영상 처리, 다중 GPU 가속, 입체 3D, HDR 그레이딩, 협업 워크플로우, 추가 플러그인 및 AI 기반 기능을 포함한다.
이 소프트웨어는 후반 작업 워크플로우의 각기 다른 단계를 위해 설계된 "페이지"라고 불리는 작업 공간을 중심으로 구성된다. 컷 페이지와 편집 페이지는 영상 편집을 지원한다. 퓨전 페이지는 시각 효과와 모션 그래픽을 위한 도구를 제공한다. 컬러 페이지는 컬러 그레이딩에 중점을 둔다. 페어라이트 페이지는 오디오 편집 및 믹싱에 사용된다. 미디어 관리 및 내보내기는 각각 미디어 및 전달 페이지를 통해 처리된다. 다른 소프트웨어 제품군에서는 이러한 기능이 일반적으로 별도의 응용 프로그램으로 분산되어 있다. 어떤 경우에는—퓨전 및 페어라이트와 같이—이전에는 독립 실행형 프로그램이었지만 나중에 통합되었다.
주로 하드웨어 제조업체인 블랙매직 디자인은 다빈치 리졸브를 광범위한 주변 장치 생태계의 일부로 판매한다. 이 회사는 편집 키보드, 컬러 그레이딩 패널, 오디오 콘솔과 같은 독점 하드웨어와의 통합을 제공한다. 소프트웨어의 스튜디오 에디션은 블랙매직 디자인 카메라 구매 시 추가 비용 없이 번들로 제공되는 경우가 많다.

## 개발

### 다빈치 시스템즈의 초기 개발 (2003년–2009년)
다빈치 리졸브의 초기 버전(당시 다빈치 리졸브로 알려짐)은 다빈치 클래식(1985년), 다빈치 르네상스(1990년), 다빈치 2K(1998년)와 같은 다른 색 보정 시스템을 이전에 생산했던 코럴스프링스에 기반을 둔 다빈치 시스템즈가 개발한 해상도 독립적인 소프트웨어 도구였다. 이 시스템은 2003년에 처음 발표되었고 2004년에 출시되었다. 처음에는 Resolve DI 디지털 인터미디어트 색 보정 도구, Resolve FX 시각 효과 도구, Resolve RT 2K 해상도 처리 도구의 세 가지 구성으로 시작되었다. 이 초기 버전들은 전용 하드웨어 컨트롤러에만 통합되었다.
이 시스템은 컬러 그레이딩 중 성능을 지원하기 위해 인피니밴드 토폴로지에서 병렬 컴퓨팅을 활용했다. 이것은 처음에는 독점 하드웨어 카드를 사용하여 구현되었지만, 4K 해상도 Resolve R 시리즈(예: 2008년에 출시된 R-100, 2009년에 출시된 입체 3D R-360-3D)는 이 독점 하드웨어를 CUDA 기반 엔비디아 GPU로 대체했다.
2009년, 호주 비디오 처리 및 배포 기술 회사인 블랙매직 디자인은 다빈치 시스템즈를 인수하여 Resolve 엔지니어링 팀을 유지하고 확장했지만 도구에 대한 지원 기반 계약은 폐지했다. 2009년 10월, 블랙매직 디자인 CEO 그랜트 페티(Grant Petty)는 인터뷰에서 Resolve의 가격이 10만 달러 미만으로 낮아질 수 있다고 추측했다.

### 블랙매직 디자인 버전 (2010년–현재)
2010년 4월 라스베이거스에서 열린 NAB 쇼에서 블랙매직 디자인은 Resolve에 대한 세 가지 새로운 가격 모델을 발표했다. 새로운 소프트웨어 전용 macOS 버전은 995달러에 판매되었고, 고급 제어 표면(이전 다빈치 시스템즈의 임프레사리오로 브랜드화됨)을 포함한 macOS 버전은 29,995달러, 리눅스 버전(성능 향상을 위한 다중 GPU 지원)의 라이선스는 19,995달러에 판매되었다(가장 고급 구성은 15만 달러 미만). 이러한 변경 이전에는 Resolve의 사전 구축 버전만 사용 가능했으며, 당시 일반적인 업계 관행이었던 20만 달러에서 80만 달러 사이에 판매되었다.
2010년 9월, 버전 7(다빈치 리졸브로 재정비됨)은 새로운 가격 모델에 따라 블랙매직 디자인에서 처음으로 출시되었고, macOS용으로 처음 출시되었다. 이 버전에는 재설계된 사용자 인터페이스, 애플 ProRes 지원, 레드 디지털 시네마에서 제조한 RED Rocket 디지털 비디오 디코더 보드 지원이 포함되었다.
가격 모델 변경은 2011년 6월 버전 8 출시와 함께 계속되었다. 이 새로운 버전의 일환으로 블랙매직 디자인은 기존 상업용 옵션과 함께 소프트웨어의 무료 기능 축소판(다빈치 리졸브 8 라이트)을 발표했다. 버전 8은 또한 OpenCL 가속 지원 및 비선형 편집기(NLE) 응용 프로그램과의 XML 통합을 도입했다. 이후 버전 8.2(2011년 12월)는 공개 베타를 시작으로 소프트웨어의 범위를 더욱 확장했다(이전에는 macOS 및 리눅스에서만 사용 가능했다)는 첫 번째 윈도우 릴리스와 함께.
버전 9(2012년)에는 재설계된 사용자 인터페이스 요소, 메타데이터 편집 옵션, 지원되는 카메라 및 파일 형식 범위 확대가 포함되었다. 다음 해에 버전 10이 출시되어 XML, AAF 및 EDL 파일에서 가져오는 정보의 양을 늘리고 OpenFX 플러그인, JPEG 2000 및 AVI 지원을 추가했다. 버전 10은 또한 색 보정 기능과 함께 영상 편집 기능(예: 클립 트리밍)을 포함한 첫 번째 버전이었다.
2014년 8월에 출시된 버전 11은 오디오 믹싱, 미디어 구성 기능, 추가 영상 편집 기능을 추가하여 이 소프트웨어가 다른 NLE와 통합될 뿐만 아니라 처음으로 독립형 비선형 편집기(NLE)로 작동할 수 있도록 했다.
이후 버전 12(NAB 2015에서 발표)는 새로운 오디오 엔진( VST/AU 플러그인 지원)을 추가했으며, 버전 14(2017년)는 이전에 페어라이트가 개발했던 오디오 편집 소프트웨어의 통합 버전을 추가했다(블랙매직 디자인이 같은 해에 이 회사를 인수함).
리눅스 표준 에디션용 Resolve의 첫 번째 버전(버전 12.5.5)은 2017년에 출시되었다. 또한 리눅스용 무료 Resolve 버전이 처음으로 제공된 버전이기도 하다. 이전 버전에서는 사용자 정의 리눅스 빌드, 다빈치 리졸브 고급 하드웨어 제어판 사용, 라이선스 동글이 필요했다.
2018년에 출시된 버전 15는 퓨전 합성 및 시각 효과 애플리케이션의 통합 버전을 추가했다. 이 애플리케이션은 1987년에 처음 개발되었으며 2014년에 블랙매직 디자인에 인수되었다.
블랙매직 디자인은 2019년 4월 NAB 2019에서 다빈치 리졸브 버전 16을 공식 발표했다. 새로운 기능으로는 전용 '컷' 페이지('편집' 페이지의 간소화된 대안), 반복 작업을 처리하는 기계 학습 기능(스튜디오 에디션에만 해당, 예: 얼굴 인식을 통해 사람별로 클립 정렬), 페어라이트 내 3D 오디오, 새로운 협업 기능(Frame.io 통합 포함) 등이 있다. 버전 16.0은 2019년 8월 8일에 출시되었다.
다빈치 리졸브 버전 17의 첫 번째 세부 정보는 2020년 11월 9일에 발표되었으며, 개선된 페어라이트 오디오 및 HDR 색 보정 도구가 포함되었다. 버전 17.0 최종본은 2021년 2월 25일에 공식 출시되었다. 버전 17.1은 2021년 3월 10일에 출시되었으며, 애플 실리콘에서 기본적으로 실행되는 첫 번째 Mac 릴리스였다. 버전 17.2는 2021년 5월 12일에 출시되었으며, AV1 하드웨어 디코딩 지원을 추가했다. 버전 17.4는 2021년 10월 22일에 출시되었다. 버전 17.4.6은 AV1 하드웨어 인코딩 지원을 추가했다.
다빈치 리졸브 18은 2022년 4월 18일에 공식 발표되었으며, 블랙매직 클라우드 장치를 호스트 서버로 사용하여 실시간 협업 영상 편집 기능이 도입되었다. 2022년 7월 21일에 공식 출시되었다. 2022년 11월 11일에 출시된 다빈치 리졸브 18.1은 엔비디아 NVENC AV1 하드웨어 인코딩 지원을 추가했다.
2022년 10월 20일, 블랙매직 디자인은 다빈치 리졸브가 처음으로 iPadOS에도 출시될 것이라고 발표했으며, 아이패드용 다빈치 리졸브는 아이패드 프로의 12.9인치 화면을 활용할 것이며 "속도 면에서 새로운 혁신을 도입하는 데 중점을 둔 진정한 전문가 편집기"가 될 것이라고 밝혔다. 데스크톱 애플리케이션과 달리 아이패드 애플리케이션은 편집 및 색상 관련 기능만 제공하며, 다빈치 리졸브 18 프로젝트 파일 및 블랙매직 클라우드를 통한 실시간 협업과 호환성을 유지한다. 아이패드용 다빈치 리졸브는 2022년 12월 앱 스토어에서 무료 앱으로 출시되었으며, 95달러의 인앱 구매를 통해 다빈치 리졸브 스튜디오로 업그레이드할 수 있는 옵션이 제공되었다.

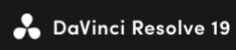
다빈치 리졸브 19 로고

다빈치 리졸브 19는 2024년 4월 12일에 공식 발표되었다. 이 버전에는 새로운 AI 도구, IntelliTrack AI, Ultra NR 노이즈 감소, ColorSlice 6벡터 그레이딩, 필름룩 생성기 FX, 다중 소스 편집, 새로운 다중 폴리 로토스코핑 도구, 비디오에 대한 새로운 Fairlight AI 오디오 패닝, 더커 트랙 FX, 앰비소닉 서라운드 사운드를 포함한 100개 이상의 기능 업그레이드, 그리고 대규모 고객을 위한 Blackmagic Cloud의 새로운 기능이 추가되었다.
다빈치 리졸브 20은 2025년 4월 4일에 발표되었으며, AI IntelliScript, AI Animated Subtitles, AI Multicam SmartSwitch 및 AI Audio Assistant와 같은 100가지 이상의 새로운 기능과 AI 도구, 키프레임 편집, 보이스 오버 팔레트, 다층 합성 도구, 새로운 옵티컬 플로우 벡터 도구, Magic Mask 및 깊이 맵에 대한 주요 업데이트가 포함되었다. 2025년 5월 28일에 출시되었다.

## 기능
이 소프트웨어에는 영상 편집, 색 보정, 오디오 믹싱/효과 (페어라이트 포함), 그리고 시각 효과 (퓨전 포함)를 위한 모듈이 포함되어 있다. 이 소프트웨어는 다른 NLE 소프트웨어와 디지털 시네마 패키지 (DCP) 생성 소프트웨어 사이의 중간 매개체로 사용될 수 있으며, 또는 독립형 종합 영상 편집 응용 프로그램으로 사용될 수도 있다.
넷플릭스와 같은 서비스에 콘텐츠를 제공하기 위해 Resolve는 별도의 DCP 소프트웨어 없이도 IMPs(IMF는 SMPTE에서 표준화됨)라고 알려진 IMF(Interoperable Master Format) 패키지를 생성하고 유효성을 검사하는 기능을 제공한다(이는 MXF 콘텐츠, 구성 재생 목록(CPL), XML 패키지 데이터와 같은 여러 구성 요소로 구성됨).
호환되는 파일 형식에는 AVI, MP4, 퀵타임, DNxHD, XAVC, 및 AV1; XML, EDL, AAF, DCP, MXF, 및 CinemaDNG; AAC, AIFF, 및 WAVE; 그리고 RAW, OpenEXR, TIFF, DPX, R3D, JPEG, 및 JPEG 2000과 같은 이미지 형식이 포함된다.
지원되는 플러그인 유형에는 OpenFX, VST, 및 AU가 있다.
버전 12.2(2015년 12월)부터 Resolve는 높은 동적 범위를 위한 하이브리드 로그-감마 (HLG) 표준을 지원하며, OpenCL 및 인텔 퀵 싱크 비디오도 지원한다.

### 스튜디오 에디션
무료 소프트웨어 에디션과 달리 상업용 에디션인 다빈치 리졸브 스튜디오는 초고해상도(4K) 이상(최대 32K) 및 프레임 레이트 60FPS 이상(최대 120)을 지원한다. 또한 다중 GPU, 얼굴 추적 및 렌즈 플레어와 같은 추가 OpenFX 플러그인, 입체 그레이딩, 비디오 노이즈 감소, 모션 블러, HDR 컬러 그레이딩, 사용자 협업 도구 등을 포함한다.
이는 리졸브 버전 16의 일부로 도입된 기계 학습 기능을 포함하는 유일한 에디션이기도 하다.

### 페어라이트 통합
버전 14(2017년)부터 다빈치 리졸브는 페어라이트(현재 블랙매직 디자인 소유)가 개발한 소프트웨어의 통합 버전을 포함하고 있으며, TV 및 영화 후반 작업 및 라이브 오디오 믹싱을 위해 설계되었다. Resolve 통합 소프트웨어는 최대 1000개의 오디오 트랙을 지원하며, 트랙당 최대 6개의 인서트와 24개의 보조 전송을 지원한다. 기타 기능으로는 96채널 오디오 녹음 및 5.1, 7.1, 22.2와 같은 형식을 위한 3D 오디오 믹싱이 포함된다. 통합 오디오 도구에는 압축/확장, 제한, 게이팅 및 파라메트릭 EQ가 포함된다.
페어라이트 소프트웨어는 로건 및 오리엔트 특급 살인과 같은 TV 쇼, 광고, 장편 영화 제작에 사용되었다.

### 퓨전 통합
버전 15(2018년)부터 다빈치 리졸브는 블랙매직 디자인이 개발한 합성 및 시각 효과 애플리케이션인 퓨전의 통합 버전도 포함한다. 퓨전의 핵심 기능은 모듈식 노드 기반 인터페이스를 기반으로 하며, 각 노드는 구현되는 효과의 특정 측면을 형성한다. 노드는 퓨전 구성 내에서 각 레이어의 연결을 시각화하는 데 특히 유용하다. 동일한 인터페이스 스타일이 Resolve 통합 버전에서도 사용된다.
퓨전은 대규모 제작의 모션 그래픽/VFX 작업에서 주요 선택으로 자주 사용된다.
리졸브와 통합되기 전에 독립형 퓨전 버전은 마션, 킹스맨: 시크릿 에이전트, 헝거 게임: 모킹제이 파트 2를 포함한 1,000편 이상의 장편 영화와 TV 쇼의 효과를 만드는 데 사용되었다.

### 맥 앱 스토어 버전
다빈치 리졸브의 무료 버전과 다빈치 리졸브 스튜디오는 맥 앱 스토어에서 사용할 수 있다. 그러나 CUDA 지원과 같은 일부 기능은 사용할 수 없으며 VST 또는 OpenFX 플러그인은 호환성이 제한될 수 있다. 이는 애플에서 부과한 제한 때문이다.

### 아이패드 버전
2022년 12월, 아이패드용 다빈치 리졸브가 출시되었다. 애플 A12 바이오닉 칩 또는 그 이후 버전의 iPadOS 16 이상을 실행하는 아이패드에서 지원된다.

## 관련 하드웨어

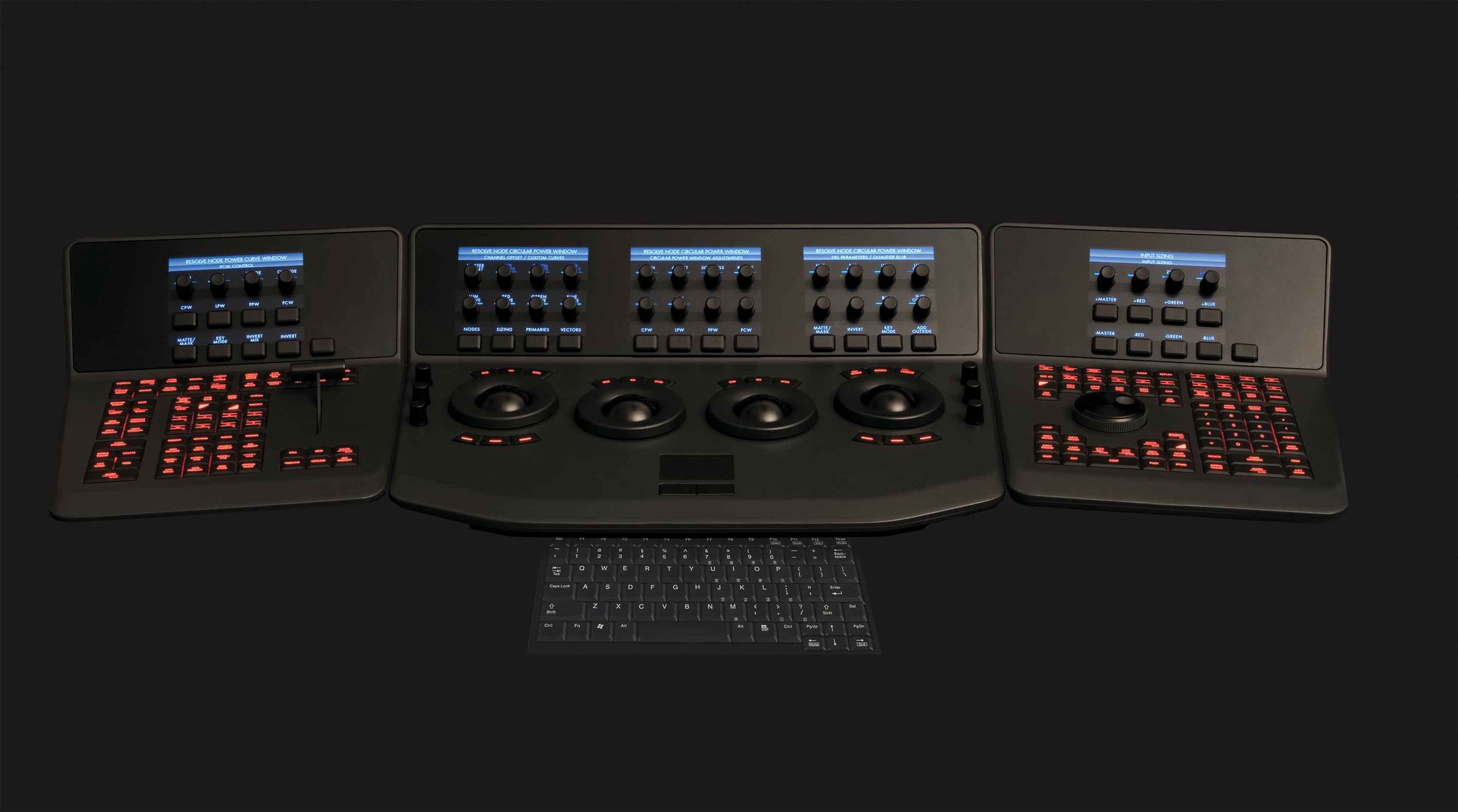
다빈치 리졸브 고급 패널(이전 임프레사리오로 알려짐)

블랙매직 디자인은 Resolve의 소프트웨어 전용 옵션을 도입한 이후, 소프트웨어와 통합되어 사용자에게 촉각 인터페이스와 추가 단축키를 제공하는 하드웨어 제어 패널도 출시했다. 이에는 다빈치 리졸브 마이크로 패널, 다빈치 리졸브 미니 패널(모두 2017년 출시), 다빈치 시스템즈에서 제조했을 때 임프레사리오로 알려졌던 다빈치 리졸브 고급 패널이 포함된다.
전체 제어 패널 외에도 블랙매직 디자인은 2019년 4월에 Resolve용 에디터 키보드를 발표했다. 이 키보드에는 표준 컴퓨터 자판과 두 손으로 편집을 지원하는 특수 구성 요소(예: 타임라인 위치 변경을 위한 전송 제어)가 포함되어 있다. 에디터 키보드가 출시되기 전에, 비교적 새로운 컷 페이지의 고급 기능을 통합한 다빈치 리졸브 스피드 에디터가 소개되었다.
리졸브는 또한 블랙매직 디자인이 생산한 다른 하드웨어, 예를 들어 그들의 Cintel 필름 스캐너와도 통합된다.
2018년 7월, 블랙매직 디자인은 애플과 협력하여 메탈 API를 활용한 전문가용 비디오 및 그래픽(다빈치 리졸브에서 사용되는 것과 같은)을 위해 개발된 외장형 휴대용 GPU인 eGPU를 출시했다.

## 평가
다빈치 리졸브는 2009년에 사용자 수가 100명에 불과했지만, 블랙매직 디자인에 인수된 이후 2019년 1월 기준으로 무료 버전 사용자만 200만 명 이상을 확보했다. 이는 애플의 파이널 컷 프로 X와 비슷한 사용자 기반으로, 파이널 컷 프로 X도 2017년 4월 기준으로 200만 명의 사용자를 보유하고 있었다.
2011년, 다빈치 리졸브는 최고의 '영화 색 보정 시스템'으로 레드 닷 상을 받았다. 이 소프트웨어는 영화 내 색상 표현에서 업계를 선도하는 역할을 계속하고 있다.
버전 14는 2017년 '사용자 인터페이스 디자인, 후반 작업 소프트웨어' 부문에서 추가 레드 닷 상을 받았으며, 같은 해에 새로 출시된 소프트웨어의 제어 패널인 마이크로 패널과 미니 패널도 '영화 색 보정 시스템' 부문에서 레드 닷 상을 받았다.
버전 14는 2018년 굿 디자인 오스트레일리아 어워드도 받았으며, 다빈치 리졸브 미니 패널도 마찬가지였다.
2018년, 할리우드 전문가 협회(HPA)는 다빈치 리졸브(버전 15)를 2018년 엔지니어링 우수성 상 수상작으로 선정했다.

## 다빈치 리졸브로 제작된 미디어

### 영화
다빈치 리졸브는 컬러 그레이딩 및 에이리언: 커버넌트, 아바타, 베스트 오브 에너미즈, 데드풀 2, 제이슨 본, 킹스맨: 골든 서클, 라라랜드, 러브 & 머시, 캐리비안의 해적 시리즈, 프로메테우스, 아노라 , 로빈 후드, 스펙터, 스타워즈: 라스트 제다이, 엑스맨: 아포칼립스와 같은 장편 영화의 편집에 사용되었다.
2019년 아카데미 시상식에서 다빈치 리졸브와 블랙매직 디자인은 작품상 후보에 오른 8개 영화 중 5개 영화를 제작하는 데 사용되었다. 그린 북(작품상 수상), 보헤미안 랩소디(가장 많은 상 수상), 더 페이버릿: 여왕의 여자(가장 많은 후보 지명), 로마(가장 많은 후보 지명), 바이스 등이다. 또한, 두 프로그램은 2018년 아카데미 시상식에서 후보에 오른 13개 영화, 2017년 아카데미 시상식에서 9개, 2016년 아카데미 시상식에서 7개, 2014년 아카데미 시상식에서 4개, 2010년 아카데미 시상식에서 4개 영화(작품상 2개 포함)를 제작하는 데 사용되었다.
2015년 선댄스 영화제에서 후보에 오른 20개 영화가 다빈치 리졸브를 사용했으며, 그 다음으로 2016년에는 35개, 2017년에는 45개 이상, 2018년에는 55개 이상, 그리고 2019년에는 35개 이상이 사용되었다. 이 프로그램들은 또한 다른 영화제에서도 사용되었는데, 2018년 오스틴 영화제에서 25개 이상의 영화, 2014년 칸 영화제에서 3개, 2015년 칸 영화제에서 21개, 2019년 트라이베카 영화제, 그리고 2016년과 2017년 사우스 바이 사우스웨스트 영화제에서 사용되었다.
다빈치 리졸브는 레 미제라블, 스파르타쿠스, 블랙 라이크 미, 자메이카 여인숙, 더 퍼펙트 우먼과 같은 고전 영화 복원에도 사용되었다.

### 텔레비전
다빈치 리졸브 소프트웨어는 투 브로크 걸스, 아메리칸 호러 스토리, 애로우: 어둠의 기사, 애쉬 vs 이블 데드, 빅뱅 이론, 크리미널 마인드, 데어데블, 플래시, 고담, 범죄의 재구성, 라스트 맨 온 어스, 리썰 웨폰, 높은 성의 사나이, 멘탈리스트, 머펫, NCIS: 로스앤젤레스, 오펀 블랙, 포틀랜디아, 썬즈 오브 아나키, 수퍼내추럴, 워킹 데드, 왓 위 두 인 더 섀도스, 웨스트월드를 포함한 텔레비전 쇼에 사용되었다.
이 소프트웨어는 에미상을 수상한 왕좌의 게임 (드라마) 및 모던 패밀리와 같은 쇼를 제작하는 데도 사용되었다.
2018년 가을, 55개 이상의 텔레비전 및 스트리밍 시리즈가 다빈치 리졸브와 같은 블랙매직 디자인 소프트웨어 및 하드웨어에 의존했다.

### 기타 미디어
다빈치 리졸브는 뮤직 비디오, 광고, 콘서트 제작, 온라인 미디어와 같은 다른 미디어 제작에도 사용되었다.

## 같이 보기
- 영상 편집 소프트웨어 비교
- 영상 편집 소프트웨어 목록

## 추가 문헌
- Scoppettuolo, Dion (2018-08-14). The Definitive Guide to DaVinci Resolve 15: Editing, Color, Audio, and Effects. 블랙매직 디자인. ISBN 9780999391365.
- Saccone, Paul (2017). The Definitive Guide to DaVinci Resolve 14. 블랙매직 디자인. ISBN 9780999391303.
- Saccone, Paul (2016-10-30). The Definitive Guide to Editing with Davinci Resolve 12. 5. Learning Paths. ISBN 9780996152839.
- Scoppettuolo, Dion (2016-05-12). DaVinci Resolve 12 – Blackmagic Design Authorized Training Series: Editing Fundamentals. Peachpit Press. ISBN 9780134390482.
- Zurli, Gian Guido (2015). DaVinci Resolve 11. Guida all'uso (in Italian). Edizioni LSWR. ISBN 9788868951504.
- Hullfish, Steve (2013-07-24). The Art and Technique of Digital Color Correction. Taylor & Francis. ISBN 9781136039614.
- Hurkman, Alexis Van (2013). Color Correction Handbook: Professional Techniques for Video and Cinema. Pearson Education. ISBN 9780321929662.